# Cosroes e Sirém

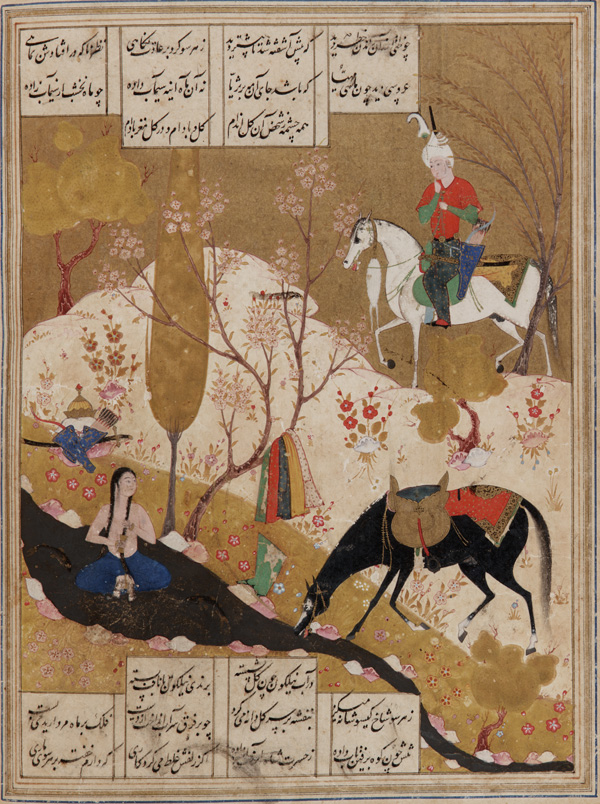
A primeira visão de Sirém por Cosroes Parviz, tomando banho em uma piscina, em um manuscrito do poema de Nezami. Este é um momento famoso na literatura persa.

Cosroes e Sirém (em persa: خسرو و شیرین) é o título de um famoso romance trágico do poeta persa Nizami Ganjavi (1141–1209), que também escreveu Laila e Majnun. Conta uma versão ficcional altamente elaborada da história do amor do rei sassânida Cosroes II pela cristã Sirém, que se torna rainha da Pérsia. A narrativa essencial é uma história de amor de origem persa que já era bem conhecida pelo grande poema épico-histórico Shahnameh e outros escritores e contos populares persas, e outras obras têm o mesmo título.